# مسجد الغمامة
مسجد الغمامة (المصلى) هو في الموقع الذي صلى به النبي ﷺ صلاة العيد في المدينة المنورة. وكان هذا المكان آخر المواضع التي صلى بها الرسول صلى الله عليه وسلم صلاة العيد عام 631م، كما صلى فيه الرسول صلاة الغائب على النجاشي. ومازالت تقام فيه الصلاة بالرغم من قربه من المسجد النبوي الشريف. ويعدّ من المساجد الأثرية والتاريخية بالمدينة المنورة.

## الموقع
يقع مسجد الغمامة في الجهة الغربية الجنوبية للمسجد النبوي الشريف على بعد 500م من باب السلام.

## التسمية
سمي بالغمامة لما يقال من أن غمامة حجبت الشمس عن رسول الله صلى الله عليه وسلم، عندما صلى صلاة الاستسقاء في المسجد وقال: "هذا مجمعنا ومستمطرنا ومدعانا لعيدنا، لفطرنا وأضحانا، فلا تبنى فيه لبنة ولا خيمة"، فبعد دعاء الاستسقاء ظللته الغمامة، ونزل المطر إجابة لدعائه، وسمي بذلك مسجد الغمامة.

## تاريخ عمارة المسجد

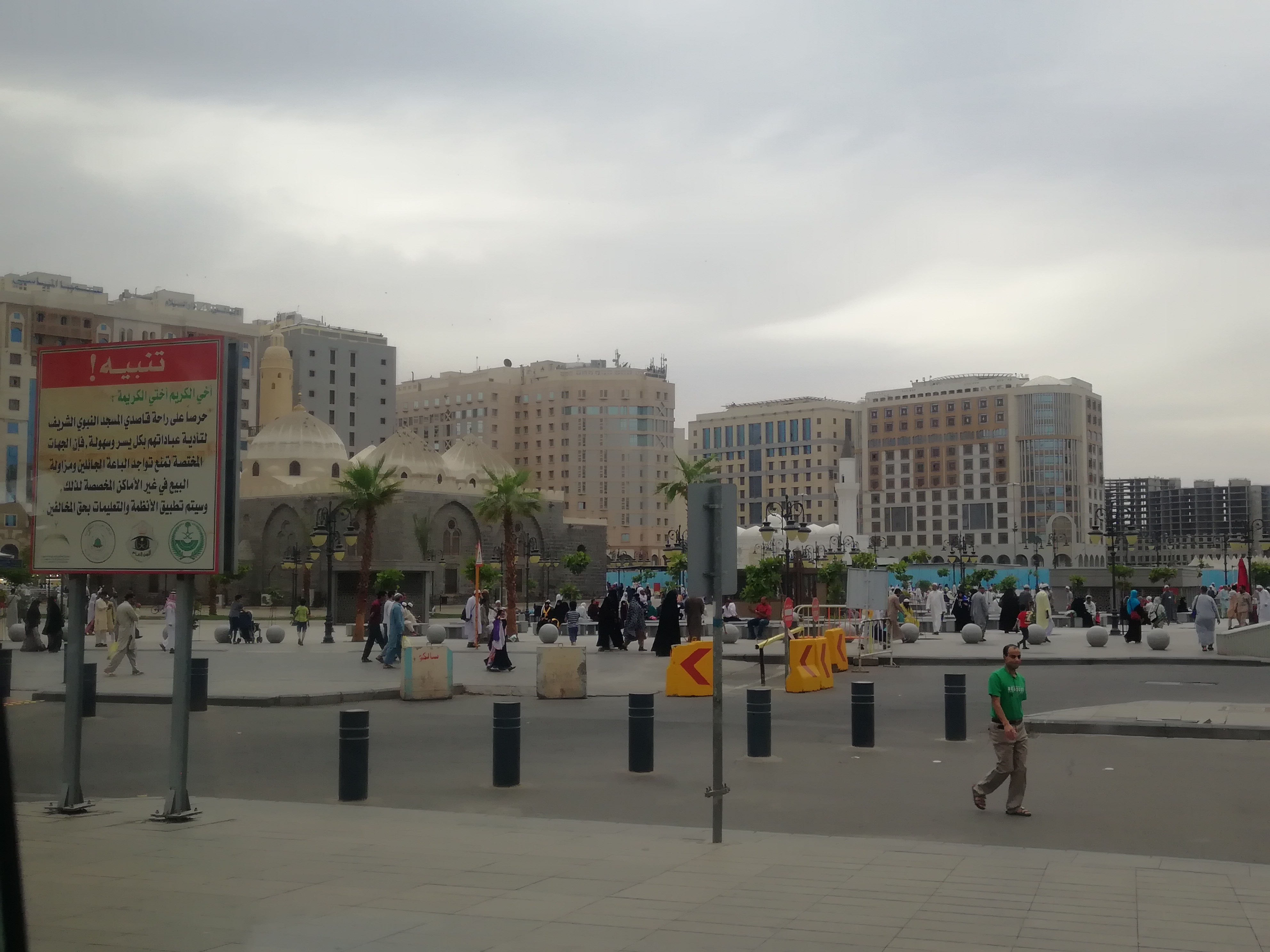
مسجد الغمامة وخلفه مسجد أبو بكر الصديق

بني المسجد في ولاية عمر بن عبد العزيز على المدينة أي ما بين عام 86 هـ - 93 هـ، ثم جدده السلطان حسن بن محمد بن قلاون الصالحي قبل عام 761هـ، ثم أجريت له إصلاحات في عهد السلطان إينال عام 861هـ، قام بعدها السلطان عبد المجيد الأول بتجديده تجديداً كاملاً ظل إلى عصرنا الحالي عدا بعض الإصلاحات في عهد السلطان عبد الحميد. في العهد السعودي بدأ العمل على ترميمه كاملًا في سنة 1431هـ، حيث قامت مؤسسة التراث الخيرية بترميم المسجد بدعم من شركة المناخة للتنمية ضمن مشروع تطوير منطقة المناخة، واكتملت عملية الترميم في سنة 1434 هـ إلى جانب مسجدين آخرين في المدينة المنورة هي مسجد أبي بكر الصديق، ومسجد عمر بن الخطاب.

## وصف المسجد
المسجد مستطيل الشكل، يتكون من جزءين: المدخل، وصالة الصلاة، أما المدخل: فهو مستطيل طوله 26م، وعرضه 4 أمتار، سقف بخمس قباب كروية، محمولة على عقود مدببة، أعلاها القبة الوسطى التي تنتصب فوق مدخل المسجد الخارجي، وهذه القباب أقل ارتفاعاً من القباب الست التي تشكل سقف الصالة. ينفتح المدخل من الجهة الشمالية على الشارع عن طريق عقود مدببة. وأما صالة الصلاة: فيبلغ طولها ثلاثون متراً، وعرضها خمسة عشر متراً، وقسمت إلى رواقين، وسقفت بست قباب في صفين متوازيين أكبرها قبة المحراب، وفي جدار الصالة الشرقي نافذتان مستطيلتان تعلو كل واحدة نافذتان صغيرتان فوقهما نافذة ثالثة مستديرة، ومثل ذلك في جدار الصالة الغربي. ويتوسط المحراب جدار الصالة الجنوبي، وعن يمين المحراب منبر رخامي له 9 درجات تعلوه قبة مخروطية الشكل، وبابه من الخشب المزخرف عليه كتابات عثمانية، وأما المئذنة فهي في الركن الشمالي الغربي، جسمها السفلي مربع بارتفاع حائط المسجد، ثم يتحول إلى مثمن، وينتهي بشرفة لها درابزين من الخشب، ويعلوها جسم أسطواني به باب للخروج إلى الشرفة المذكورة، وتنتهي المئذنة بقبة منخفضة مشكلة بهيئة فصوص، يعلوها فانوس، ويتوجها هلال. كسي المسجد من الخارج بالأحجار البازلتية السوداء، وطليت القباب فوقه بالنورة (البياض). ومن الداخل طليت الجدران وتجاويف القباب بالنورة (البياض)، وظللت الأكتاف والعقود باللون الأسود مما أعطى المسجد منظراً جميلاً بتناسق اللونين.

## وصلات خارجية
- مسجد الغمامة - المدينة المنورة على يوتيوب